# Protestos na Jordânia em 2011–2012

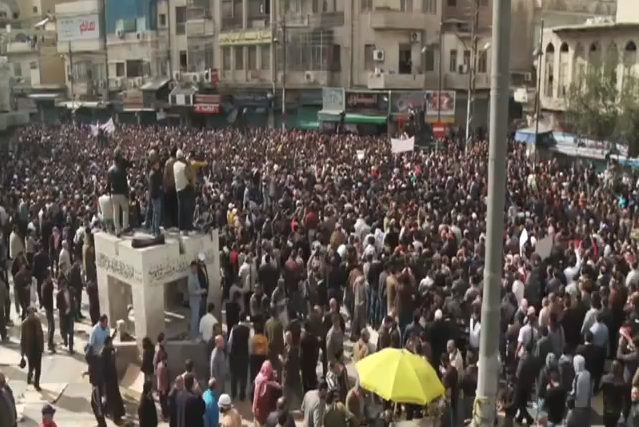
Protesto contra o governo jordaniano (2012).

Os Protestos na Jordânia começaram em 7 de Janeiro de 2011, quando 200 trabalhadores do setor público foram às ruas para protestar contra o aumento do custo de vida em um vilarejo ao sul da capital, Amã. Sem a participação de partidos políticos ou sindicatos, o evento nem sequer foi mencionado em jornais locais. Estimulado pelo aumento dos protestos na Tunísia e no Egito, protestos de rua improvisados transformaram o país em seu próprio "dia de fúria", com milhares de jordanianos indo às ruas.  Em 26 de Janeiro, a Irmandade Muçulmana, um dos principais grupos da oposição na Jordânia, pediu aos jordanianos para irem para as ruas durante esta semana para protestar contra o primeiro-ministro Samir Rifai, as políticas econômicas e a situação política no país.
A inflação nos gêneros alimentícios e os baixos salários são um dos principais motivos do ressentimento no país. A revolta na Tunísia de 2010-2011 e os protestos egípcios de 2011 também aumentaram as esperanças de mudança política na região. Juntamente com distúrbios em outras partes do Oriente Médio e Norte da África, incluindo os distúrbios na Jordânia e no Iêmen, são parte do Protestos no mundo árabe em 2010-2011 também conhecido como o "efeito dominó" da inquietação árabe.
Esta série de protestos que estão ocorrendo na Jordânia, resultou na demissão dos ministros do governo.